# Anodopetalum
- Commons
- Wikispecies

Anodopetalum A.Cunn. ex Endl.  é um género botânico pertencente à família Cunoniaceae.
É nativo da Austrália

## Espécies
Apresenta duas espécies:
- Anodopetalum biglandulosum
- Anodopetalum glandulosum